# Kamalamai
Kamalamai (en népalais : कमलामाई) est une municipalité du Népal située dans le district de Sindhuli. Au recensement de 2011, elle comptait 65 064 habitants.
Elle regroupe l'ancienne municipalité de Kamalami et les anciens comités de développement villageois de Dandiguranse, Bhadrakali, Jalkanya, Ranichauri et Ranibas.